# Vacoregue
Vacoregue, pleme američkih Indijanaca porodice Juto-Asteci, skupine Taracahitian, nastanjenih na pacifičkoj obali Meksika sjeverno od ušća rijeke Río Fuerte, u Sonori. O točnom porijeklu se raspravlja, a navodno potječu od Cinaloa Indijanaca iz Sinaloe, odakle su se naselili u Sonori. Guasave ili Guayave,  Vacoregue, Ahome, Batucari i Comopori su prema ranim jezuitima govorili istim jezikom. Prema Swantonu (poziva se na Sauera, 1934) Vacoregue čine ogranak Guasava. Guasave je pokorio Don Pedro Perea sa stotinu Španjolaca i 2,000 indijanskih saveznika. Hodge kaže da su Guasave ogranak Vacoregua.